# Scouts en Gidsen Vlaanderen
 (août 2021).
Si vous disposez d'ouvrages ou d'articles de référence ou si vous connaissez des sites web de qualité traitant du thème abordé ici, merci de compléter l'article en donnant les références utiles à sa vérifiabilité et en les liant à la section « Notes et références ».
Scouts en Gidsen Vlaanderen (SGV), anciennement appelée jusqu'en 2006 Vlaams Verbond van Katholieke Scouts en Meisjesgidsen (VVKSM) (Fédération Flamande des Scouts et des Guides Catholiques), est une association scoute en Belgique néerlandophone. Elle fait partie des cinq mouvements de scoutisme reconnu par l'Organisation mondiale du mouvement scout en Belgique. Elle est la plus grande association en Belgique en comptant 72 000 membres.

## Historique
Peu après que Robert Baden-Powell eut lancé le scoutisme en 1907, le scoutisme fit aussi son apparition en Belgique. En 1910 E.H. Petit fonda le premier groupe de scouts catholiques à Bruxelles : le « Belgian Catholic Scouts » (BCS), tandis que les groupes non-catholiques se réunissaient dans les « Boy scouts de Belgique » (BSB). En 1912, le « Belgian Catholic Scouts » fut remplacé par le « Baden-Powell Belgian Boy Scouts » (BPBBS). En 1913, Georges de Hasque fonda à Anvers le premier groupe de scouts néerlandophones qui fut approuvé par le BPBBS. La première section de filles scoutes catholique, le BPBGG ou « Baden-Powell Belgian Girl Guides », fut créée dans le quartier bruxellois de Marolles et placé sous la direction du frère Melchior Verpoorten, capucin.
En 1916 Georges de Hasque fonda à Anvers, comme contrepartie des « Seascouts de Belgique » (SSB) créés en 1913, le premier groupe flamand catholique de « zeescouts » et désormais on parla du BPBBSS, « Baden-Powell Belgian Boys and Sea Scouts ». Comme les problèmes linguistiques et culturels croissaient peu à peu au sein du BPBBSS la scission officielle se réalisa en 1930. Le BPBBSS se sépara en deux fédérations, d'une part la fédération néerlandophone « Vlaamsch Verbond der Katholieke Scouts » (VVKS) et d'autre part pour les francophones la « Fédération des Scouts Catholiques ».
En 1940, pendant la Seconde Guerre mondiale, un appel du secrétariat national du VVKS à ses membres les incita à rendre service autant que possible. Les actions sociales connues ont été par exemple « l'aide d'hiver », qui s'adressait à ceux d'entre eux qui étaient dans le besoin, et l'aide aux enfants des prisonniers et aux veuves de guerre. Au cours de la Seconde Guerre mondiale, le scoutisme ne fut pas interdit, mais il n'était pas permis de porter l'uniforme.
Le KMGB, « Katholieke Meisjesgidsen van België » (traduction néerlandaise de BPBGG) obtint sa reconnaissance par le bureau mondial comme mouvement autonome flamand et changea son nom en « Vlaams Verbond van Katholieke Meisjesgidsen (alliance flamande des guides catholiques) » (VVKM).
En 1973, VVKM et VVKS jettent les bases d'une structure commune et se réunissent comme VVKM-VVKS. En 1982 le conseil commun du VVKM-VVKS devient statutairement le VVKSM : « Vlaams Verbond van Katholieke Scouts en Meisjesgidsen » c'est-à-dire l'« Association flamande des Scouts et des guides catholiques ». Dans le courant des années 1980 la popularité des mouvements de jeunesse traditionnels diminue et le VVKSM lance une campagne nationale : « La légende continue ».

## Structure
La structure de cette association est organisée selon le plan suivant;
- Toute la région néerlandophone de la Belgique est divisée en 12 régions (Noordzee, Zuid-Westvlaanderen, Gand, Land Van Egmont, Waas, Anvers, Heide, Opsinjoor, Kempen, West-Brabant, Oost-Brabant et le Limburg).
- Chaque région est divisée en environ 5 districts (52 en total).
- À son tour, les districts contiennent plusieurs unités (il y a environ 500 unités au total).
- Dans les unités il y a une distinction entre les animateurs et les animés. Généralement on est animateur à partir de 18 ans et les animés sont divisées dans des sections en fonction de leur âge (et sexe parfois)